# Esper
För andra betydelser, se Esper (olika betydelser).
Esper är en term som förekommer inom fantasy och science fiction. Termen har ursprungligen sin rot i begreppet ESP ("Extra Sensory Perception") och betecknar en person eller varelse med en medfödd förmåga att använda telepati eller liknande övernaturliga mentala förmågor, som oftast anses bryta mot de kända fysiska lagarna i universum.
Begreppet "esper" skulle även kunna användas för att beskriva någon som, genom att använda enbart mental kraft, skulle vara förmögen till att kunna flytta objekt eller ändra saker på atomnivå. Ett exempel skulle förslagsvis kunna vara att höja eller sänka temperaturen på en vätska genom att använda enbart viljestyrka (se pyrokinesi).
Esprar medverkar till exempel i spel som Final Fantasy och Phantasy Star Online, animeserien The Melancholy Of Haruhi Suzumiya, samt Isaac Asimovs bokserie Stiftelsetrilogin. Företeelsen figurerar i en stor mängd fantasy- och science fiction-romaner, under en mängd olika termer.